# Владо Лисјак
Владо Лисјак (Петриња, 29. април 1962) бивши је југословенски и хрватски рвач.

## Биографија
Рвањем је почео да бави 1972. године у родној Петрињи. Био је члан рвачког клуба Гавриловић. Вишеструки је првак Југославије у категорији до 68 кг (1981, 1982, 1984, 1988). На Олимпијским играма 1984. у Лос Анђелесу освојио је златну медаљу у рвању грчко римским стилом у категорији до 68 кг. Након завршетка активног бављења рвањем, ради као тренер.